# Labre nain à flanc bleu
Cirrhilabrus cyanopleura
Espèce
Statut de conservation UICN

 DD  : Données insuffisantes
Le labre nain à flanc bleu (Cirrhilabrus cyanopleura) est une espèce de poisson marin de la famille des Labridae.
Le Labre nain à flanc bleu est présent dans les eaux tropicales de zone centrale de la région Indo-Pacifique.
Sa taille maximale est de 15 cm.

## Synonymes taxonomiques
- Cheilinoides cyanopleura Bleeker, 1851
- Cheilinoides cyanopleura Bleeker, 1851
- Cirrhilabrus cyanopleurus (Bleeker, 1851)
- Cirrhilabrus cyanopleurus (Bleeker, 1851)
- Cirrhilabrus heterodon Bleeker, 1871
- Cirrhilabrus heterodon Bleeker, 1871
- Cirrhilabrus lyukyuensis Ishikawa, 1904
- Cirrhilabrus lyukyuensis Ishikawa, 1904
- Cirrhilabrus ryukyuensis Ishikawa, 1904
- Cirrhilabrus ryukyuensis Ishikawa, 1904
- Cirrilabrus cyanopleurus (Bleeker, 1851)
- Cirrilabrus cyanopleurus (Bleeker, 1851)